# Engramm
Engramm (von griechisch en, „hinein“, und gramma, „Inschrift“) ist eine allgemeine Bezeichnung für eine physiologische Spur, die eine Reizeinwirkung als dauernde strukturelle Änderung im Gehirn hinterlässt. Die Gesamtheit aller Engramme – es sind Milliarden – ergibt das Gedächtnis.
Nach Richard Semon (1904) ist ein Engramm ein Erlebniseindruck, der eine Gedächtnisspur hinterlässt und somit Element des Gedächtnisses ist. Diese Auffassung setzt die Eigenschaft der organischen Substanz voraus, Gedächtnisspuren länger zu bewahren.
Karl Lashley unternahm umfangreiche, jedoch erfolglose Forschungen, um Engramme im Gehirn zu lokalisieren. Er suchte jedoch nur im Cortex (Großhirnrinde) des Gehirns. Richard F. Thompson suchte Engramme hingegen im Cerebellum (Kleinhirn).
Donald O. Hebb, der Begründer aller physiologischen Gedächtnistheorien, bestätigte 1949 die Beobachtungen seiner Vorgänger in seinen Untersuchungen zu Gedächtnisinhalten. Er sprach dabei von der Theorie der eingeschliffenen Bahnen. Ein Engramm kann man demnach mit Aristoteles durch das Bild veranschaulichen, das ein Siegelring in Wachs drückt.
Nach heutigem Verständnis sind Engramme in den Erregungsleitungen zu finden. Die Vorstellung, einzelne oder mehrere lokal eingrenzbare Neuronen speicherten jeweils ein Engramm, ist überholt (Stichwort: Großmutterneuron).
Synapsen (Kontaktstellen zweier Nervenzellen zur chemischen oder elektrischen Signalübertragung) werden durch häufige Verwendung, längeren Nichtgebrauch oder Koinzidenz verändert (verstärkt, neu gebildet oder gelöst). Dadurch ändern sich die Erregungsleitungen und so auch die Engramme.
Bei jeder Handlung und jeder Situation greift das Gehirn auf Engramme zurück.